# Герасимов Євген Миколайович
Герасимов Євген Миколайович (рос. Герасимов, Евгений Николаевич, 1903 — 6 березня 1986) — російський письменник, прозаїк, член Спілки письменників СРСР. Автор літературного тексту книги Сидора Ковпака «От Путивля до Карпат» (рос.).
Учасник Громадянської війни в Росії. Літературну діяльність почав у 1923 році. У 1926 закінчив літературний факультет Петроградського університету.

## Твори
- Ковпак С. А. От Путивля до Карпат. — М., 1945 / автор літературного тексту — Є. М. Герасимов
- «Повесть о Щорсе» (1960)
- «Куда речка течет» (1964)
- «Городок на Дреме» (1980)
- «Недалекое путешествие» (1983)